# جيلبرت لينين كاستيلو
جيلبرت لينين كاستيلو مواليد 21 أغسطس 1988، هو ملاكم محترف دومينيكي يصنف ضمن فئة وزن الوسط. شارك في دورة الألعاب الأولمبية الصيفية سنة 2008.

## إحصائيات
خاض خلال مسيرته 13 نزالا، فاز في 12 وتعادل في 1 ولم يخسر. فاز بالضربة القاضية في 7 نزالا.

## روابط خارجية
- جيلبرت لينين كاستيلو على موقع بوكس ريك (الإنجليزية) (registration required)
- جيلبرت لينين كاستيلو على موقع أوليمبيديا (الإنجليزية)